# Đoàn Kết, Ayun Pa
Đoàn Kết là một phường thuộc thị xã Ayun Pa, tỉnh Gia Lai, Việt Nam.

## Địa lý
Phường Đoàn Kết có vị trí địa lý:
- Phía đông giáp huyện Ia Pa
- Phía tây giáp xã Ia RBol
- Phía nam giáp phường Sông Bờ
- Phía bắc giáp phường Hòa Bình.

Phường Đoàn Kết có diện tích 3,85 km², dân số năm 2019 là 10.850 người, mật độ dân số đạt 2.818 người/km².

## Lịch sử
Ngày 30 tháng 3 năm 2007, Chính phủ ban hành Nghị định số 50/2007/NĐ-CP về việc thành lập phường Đoàn Kết trên cơ sở điều chỉnh 384,71 ha diện tích tự nhiên và 6.972 nhân khẩu của thị trấn Ayun Pa.
Ngày 31 tháng 12 năm 2007, UBND tỉnh Gia Lai ban hành Quyết định số 111/2007/QĐ-UBND về việc:
- Thành lập TDP 1 trên cơ sở 94 hộ với 356 nhân khẩu của TDP 12 cũ và 82 hộ với 313 nhân khẩu của TDP 24 cũ thuộc thị trấn Ayun Pa cũ.
- Thành lập TDP 2 trên cơ sở 70 hộ với 244 nhân khẩu của TDP 9 cũ; 30 hộ với 93 nhân khẩu của TDP 11 cũ; 74 hộ với 327 nhân khẩu của TDP 12 cũ thuộc thị trấn Ayun Pa cũ.
- Thành lập TDP 3 trên cơ sở 56 hộ với 230 nhân khẩu của TDP 9 cũ; 76 hộ với 302 nhân khẩu của TDP 11 cũ; 41 hộ với 125 nhân khẩu của TDP 13 cũ thuộc thị trấn Ayun Pa cũ.
- Đổi tên TDP 10 thành TDP 4.
- Thành lập TDP 5 trên cơ sở 135 hộ với 510 nhân khẩu của TDP 7 cũ; 42 hộ với 160 nhân khẩu của TDP 9 cũ thuộc thị trấn Ayun Pa cũ.
- Đổi tên TDP 8 thành TDP 6.
- Thành lập TDP 7 trên cơ sở 30 hộ với 105 nhân khẩu của TDP 14 cũ; 39 hộ với 172 nhân khẩu của TDP 15 cũ; 111 hộ với 477 nhân khẩu của TDP 16 cũ thuộc thị trấn Ayun Pa cũ.
- Thành lập TDP 8 trên cơ sở 15 hộ với 55 nhân khẩu của TDP 15 cũ; 12 hộ với 36 nhân khẩu của TDP 16 cũ; 77 hộ với 320 nhân khẩu của TDP 18 cũ; 73 hộ với 344 nhân khẩu của TDP 19 cũ thuộc thị trấn Ayun Pa cũ.
- Thành lập TDP 9 trên cơ sở 93 hộ với 354 nhân khẩu của TDP 17 cũ; 83 hộ với 365 nhân khẩu của TDP 18 cũ thuộc thị trấn Ayun Pa cũ.
- Thành lập TDP 10 trên cơ sở 67 hộ với 285 nhân khẩu của TDP 7 cũ; 111 hộ với 468 nhân khẩu của TDP 17 cũ thuộc thị trấn Ayun Pa cũ.